# Ein Beit al-Ma'
Ein Beit al-Ma' (àrab: عين بيت الماء, ʿAyn Bayt al-Māʾ), també conegut com a Camp No. 1 (àrab: مخيّم رقم 1, muẖayyam raqm 1), és un camp de refugiats palestí establert la vall del Jordà en 1950, al nord-oest de Cisjordània, adjacent a Nablus. Segons l'Oficina Central Palestina d'Estadístiques (PCBS) el camp d'Ein Beit el Ma' tenia una població d'aproximadament 5,036 habitants a mitjans de 2006. Habitualment allotja 6.683 refugiats palestins registrats.
L'Agència de les Nacions Unides per als Refugiats de Palestina al Pròxim Orient (UNRWA) administra dues escoles construïdes amb fons dels governs de l'Aràbia Saudita i de Suècia el 1997, prop del campament d'Ein Beit el Ma', en un terreny donat pel municipi de Nablus. Les escoles tenen aproximadament 1.268 alumnes.
El camp de refugiats d'Ein Beit el Ma, (No.1), a l'oest de la ciutat de Nablus fou establert en 1950 en 45 dúnams al costat de la carretera principal Nabulus/Jenin, i dins dels límits municipals de Nablus. Després de la retirada israeliana el 1995, el campament va caure sota el control de l'Autoritat Nacional Palestina a la "Zona A". El campament és molt petit, l'amuntegament no és seriós, i als carrerons estrets els cal urgentment una reparació. Durant els funerals, els morts solen passar a través de les finestres d'un refugi a un altre per tal d'arribar al carrer principal del campament.
Un brot greu de la diarrea va hospitalitzar centenars de residents dels camps l'estiu de 1998. Els subministraments municipals d'aigua contaminada va ser la causa de l'epidèmia i el personal de salut de l'UNRWA va treballar dia i nit per tractar els malalts i portar els pacients a les clíniques i hospitals a altres parts del Cisjordània.
El 18 de setembre de 2007, les Forces de Defensa d'Israel (FDI) i la policia fronterera van entrar al camp d'Ein Beit el Ma. Tota la població del camp, aproximadament 5.000 persones, fou posada sota toc de queda completa durant tres dies. Les FDI van entrar al camp amb l'objectiu declarat de desarmar les cèl·lules militants al camp. Després dels enfrontaments inicials entre soldats de les FDI i els residents palestins al campament, l'exèrcit israelià va començar la recerca casa per casa i una campanya de detencions.
Al llarg dels tres dies es va informat que hi va haver dos palestins morts i 25 ferits, entre ells dos nens i una dona. A més, un soldat israelià va morir i cinc van resultar ferits, 4 d'ells quan els va explotar prematurament una bomba de gas lacrimogen a l'interior del seu vehicle blindat.